# Route der Industriekultur Rhein-Main Offenbach am Main

Logo der Route der Industriekultur Rhein-Main

Die Route der Industriekultur Rhein-Main Offenbach am Main ist eine Teilstrecke der Route der Industriekultur Rhein-Main in der hessischen Stadt Offenbach am Main. Das Projekt versucht Denkmäler der Industriegeschichte im Rhein-Main-Gebiet zu erschließen.

## Liste der Routen in Offenbach am Main

### Nordroute
- Schleuse Offenbach
- Kaiserleibrücke
- Teerfabrik Lang
- Gasturm
- KK-Beachclub
- Hafen Offenbach
- Kran, Kohleförderband und Kraftwerk
- Haus des Hafenmeisters
- Café „Hafen 2“
- Hafenbahn Offenbach
- Ehemalige Heyne-Fabrik
- Schriftgießerei Klingspor
- Zigarettenfabrik Hatry
- Gebrüder Tschatsch
- Schuhfabrik Rheinberger
- Portefeuille-Fabrik Rosenthal (Offenbach)
- Portefeuille-Fabrik Gunzenhäuser
- Portefeuille-Fabrik Hirschfeld
- Portefeuille-Fabrik Kahn
- Lederwarenfabrik Wess
- Betonobjekte im Dreieichpark
- Villa Neubecker
- Deutsches Ledermuseum
- Kaiser-Friedrich-Quelle
- Metallwarenfabrik Sachs
- Portefeuillefabrik Gebr. Krauss
- Lederwarenfabrik Lehmann
- Bahnpost
- Hauptbahnhof Offenbach
- Lithographische Anstalt und Druckerei F. Schoembs
- Lederwarenfabrik Goldpfeil
- Sattlerwarenfabrik Seeger AG
- Schuh- und Schäftefabrik Schönhof
- Seifenfabrik Kappus
- Metall- und Gürtlerwarenfabrik Jakob Münch

### Südroute
- Metallwarenfabrik Haege
- Büsing-Palais
- Bernardbau
- Rauchtabakmanufaktur Krafft
- Metallwaren- und Kassenschrankfabrik Karl Steinert
- Lederwerke Spicharz
- Wohlfahrtsbau der Oehler-Werke
- Teerfarbenwerk Oehler
- Firma Curt Matthaei / Mato-Fabrik
- Industriebahnweg
- Schlachthof
- Allgemeine Ortskrankenkasse
- Maschinenfabrik MAN-Roland
- Schuhfabrik Hassia Gebr. Liebmann
- Schleifscheibenfabrik MSO
- Laufkatze
- Stahlbau Lavis
- Skulptur „Metallschwingen“
- Werkssiedlung Roland
- Jahns-Regulatoren-Fabrik
- Stearinfabrik Hammonia
- Wohnhäuser der Frischauf-Fahrradfabrik
- Maschinenfabrik Fredenhagen
- Villa Moller
- Alter Milchhof / Genossenschaftlicher Wohnungsbau der 1930er Jahre